# Palestina en los Juegos Olímpicos de Pekín 2008
Palestina estuvo representada en los Juegos Olímpicos de Pekín 2008 por cuatro deportistas, dos hombres y dos mujeres, que compitieron en dos deportes.
El portador de la bandera en la ceremonia de apertura fue el atleta Nader Al-Masri. El equipo olímpico palestino no obtuvo ninguna medalla en estos Juegos.